# Henry Jones, Sr.
Professor Henry Walton Jones, Sr. är en fiktiv rollfigur i Indiana Jones-serien. Han är far till Indiana Jones, och som blir tillfångatagen av Nazisterna när han söker efter den heliga Graalen för att agera bete åt Indiana.
Rollfiguren spelades av Sean Connery i filmen Indiana Jones och det sista korståget. Alex Hyde-White hade en cameoroll som den yngre Henry i filmens prolog (ansiktet syntes aldrig, och Connery dubbade hans röst). Lloyd Owen spelade Jones i TV-serien Indiana Jones äventyr. Utöver detta har han vid flera tillfällen dykt upp i böcker och i en serietidning.

## Biografi
Som far till Indiana Jones, är Jones Sr. en professor i medeltidshistoria (som han fick från University of Oxford den 5 juni, 1899) som, enligt hans son, är "the one the students hope they don't get".
Han är en nyfiken man som var fascinerad av sökandet efter den heliga Graalen. Han samlade alla ledtrådar han hittade kring Graalens gömställe i sin dagbok. Han är förmodligen bekännande kristen. Han tolererar inte att hans son missbrukar Jesus namn, och smäller till den yngre Jones över ansiktet när han gör det och säger "That's for blasphemy."
Utåt tycker han att föräldrarollen är svår, och förband sig därmed inte med sin son under hans barndom. Efter att hans fru Anna dog i scharlakansfeber, ökade avståndet mellan far och son ytterligare fram till då de sällan pratade. Till Indianas förtret, kallar han sin son endast med smeknamnet "Junior".
Han har en lamslående rädsla för råttor, liknande han sons rädsla för ormar. Han har även en vana av att säga "This is intolerable!" särskilt i försökande situationer. Under filmens gång, blir Henry chockad över sin sons våldsamma livsstil, när han till exempel skjuter ner några Nazister, och säger förvånat "Look what you did! I can't believe what you did!" Han är även ointresserad när sonen besegrar deras förföljare med bara en flaggstång under deras flykt på motorcykel. Under slaget vid stridsvagnen, spränger han dock en lastbil full med nazister till Brodys förskräckelse, och förklarar att "It's war!"
När Indiana Jones och Kristalldödskallens rike utspelar sig lever Henry inte längre, men hans fotografi står på Indianas skrivbord.